# Nederlandse kampioenschappen schaatsen afstanden 2022 - 1500 meter mannen
De 1500 meter mannen op de Nederlandse kampioenschappen schaatsen afstanden 2022 werd op zaterdag 30 oktober 2021 in ijsstadion Thialf te Heerenveen verreden. Titelverdediger was Thomas Krol, die opnieuw won en zijn derde titel op de 1500 meter op rij won.

## Uitslag
| #      | Schaatser          | Tijd    |
| ------ | ------------------ | ------- |
| Goud   | Thomas Krol        | 1.44,27 |
| Zilver | Kjeld Nuis         | 1.44,53 |
| Brons  | Chris Huizinga     | 1.45,27 |
| 4      | Patrick Roest      | 1.45,34 |
| 5      | Jan Blokhuijsen    | 1.45,37 |
| 6      | Wesly Dijs         | 1.45,39 |
| 7      | Marcel Bosker      | 1.45,40 |
| 8      | Tijmen Snel        | 1.45,95 |
| 9      | Gert Wierda        | 1.46,38 |
| 10     | Serge Yoro         | 1.46,41 |
| 11     | Joep Wennemars     | 1.46,44 |
| 12     | Lex Dijkstra       | 1.46,50 |
| 13     | Jordy van Workum   | 1.46,95 |
| 14     | Tjerk De Boer      | 1.47,13 |
| 15     | Yves Vergeer       | 1.47,25 |
| 16     | Jesse Speijers     | 1.47,74 |
| 17     | Thomas Geerdinck   | 1.47,84 |
| 18     | Marwin Talsma      | 1.48,18 |
| 19     | Sijmen Egberts     | 1.48,29 |
| 20     | Jur Veenje         | 1.48,49 |
| 21     | Remo Slotegraaf    | 1.49,12 |
| 22     | Chris Fredriks     | 1.49,42 |
| 23     | Rinze Bart de Glee | 1.52,72 |
| DQ     | Louis Hollaar      |         |
| DNS    | Joep Kalverdijk    |         |
| DNS    | Kai in 't Veld     |         |

1987 · 
1988 · 
1989 · 
1990 · 
1991 · 
1992 · 
1993 · 
1994 · 
1995 · 
1996 · 
1997 · 
1998 · 
1999 · 
2000 · 
2001 · 
2002 · 
2003 · 
2004 · 
2005 · 
2006 · 
2007 · 
2008 · 
2009 · 
2010 · 
2011 · 
2012 · 
2013 · 
2014 · 
2015 · 
2016 · 
2017 · 
2018 · 
2019 · 
2020 · 
2021 · 
2022 · 
2023 · 
2024 · 
2025